# 15 cm Kanone 16
 (décembre 2016).
Si vous disposez d'ouvrages ou d'articles de référence ou si vous connaissez des sites web de qualité traitant du thème abordé ici, merci de compléter l'article en donnant les références utiles à sa vérifiabilité et en les liant à la section « Notes et références ».

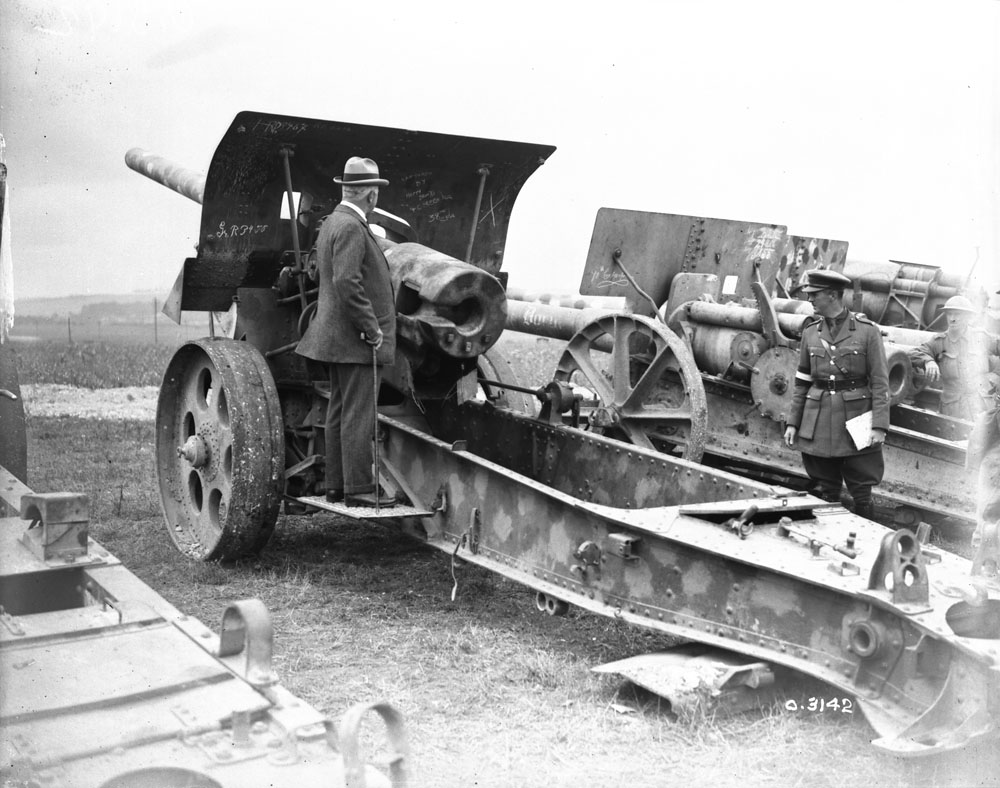
15 cm Kanone 16 capturé aux Allemands à l'est d'Arras en août 1918.

Le 15 cm Kanone 16 est un canon allemand de la Première Guerre mondiale.

## Historique
Le 15 cm (150 mm) Kanone 16 est un canon allemand de la Première Guerre mondiale existant en deux versions, l'une conçue et fabriquée par Krupp à 370 exemplaires (15 cm K 16 Kp), l'autre par Rheinmetall à une cinquantaine d'exemplaires (15 cm K 16 Rh). L'arme Krupp est conçue pour une traction mécanique, celle de Rheinmetall pour une traction hippomobile. Les deux modèles ont une portée de 22 800 mètres pour un projectile de 51,55 kilogrammes. Le canon pèse 10 140 kg en position de tir.
Une batterie comportant les deux modèles fut utilisée pour essai à Verdun puis sur la Somme, avant une utilisation massive de ces  canons lors des grandes offensives allemandes de 1918 et des retraites qui suivirent, prenant sous leurs feux les batteries adverses, les centres de commandement et autres objectifs, sans réelle riposte possible excepté l'utilisation des pièces à longue portée sur rail, ou des forces aériennes. Le canon de 220 L mle 1917 (en) français était susceptible lui-aussi de pouvoir lui répondre, mais il ne fut mis en service qu'aux tout derniers jours de la guerre.
Certaines pièces, modifiées, furent utilisées en 1941.